# Parapsammophila litigiosa
Parapsammophila litigiosa är en biart som först beskrevs av Kohl 1901.  Parapsammophila litigiosa ingår i släktet Parapsammophila och familjen grävsteklar. Inga underarter finns listade i Catalogue of Life.